# Walter Schneider (Politiker, 1949)
Walter Schneider (* 22. Juni 1949 in Grevenbrück) ist ein deutscher Jurist und Kommunalpolitiker. Er war von 2004 bis 29. Februar 2012 Landrat des Landkreises Lörrach im Südwesten von Baden-Württemberg.

## Leben

### Ausbildung und beruflicher Werdegang
Schneider besuchte in Erlangen das Gymnasium Fridericianum. Nach dem Abitur 1968 begann er sein Jurastudium an den Universitäten Erlangen und Freiburg, das er mit dem Staatsexamen 1977 abschloss.
Von 1977 bis 1979 war Schneider in der Rechtsabteilung der Landeskreditbank Baden-Württemberg tätig. Als Wohnungsbaureferent im Innenministerium Baden-Württemberg arbeitete er von 1979 bis 1982. Von 1982 bis 1991 war er Dezernent für Bau und Verkehr im Bodenseekreis. Von 1991 bis 2004 war Schneider stellvertretender Landrat des Landkreises Waldshut.
Walter Schneider konnte sich bei der Landratswahl des Landkreises Lörrach 2003 deutlich gegen seine Gegenkandidaten, Gert Klaiber und Joachim Kruschwitz, durchsetzen und wurde zum Nachfolger von Alois Rübsamen bestimmt. Sein Amtsantritt war am 1. März 2004; zu seiner Nachfolgerin wurde am 14. Dezember 2011 die Lörracher Bürgermeisterin Marion Dammann gewählt.
Walter Schneider war vom 1. Juli 2012 bis zum März 2020 Rechtsanwalt in einer Kanzlei in Weil am Rhein tätig.

### Weitere Funktionen
Walter Schneider ist bzw. war zudem:
- Aufsichtsratsvorsitzender der Kliniken des Landkreises Lörrach GmbH
- Präsident des Trinationalen Eurodistricts Basel (2007–2009)
- Vorsitzender des Naturparks Südschwarzwald e.V.